# 羅寶珠

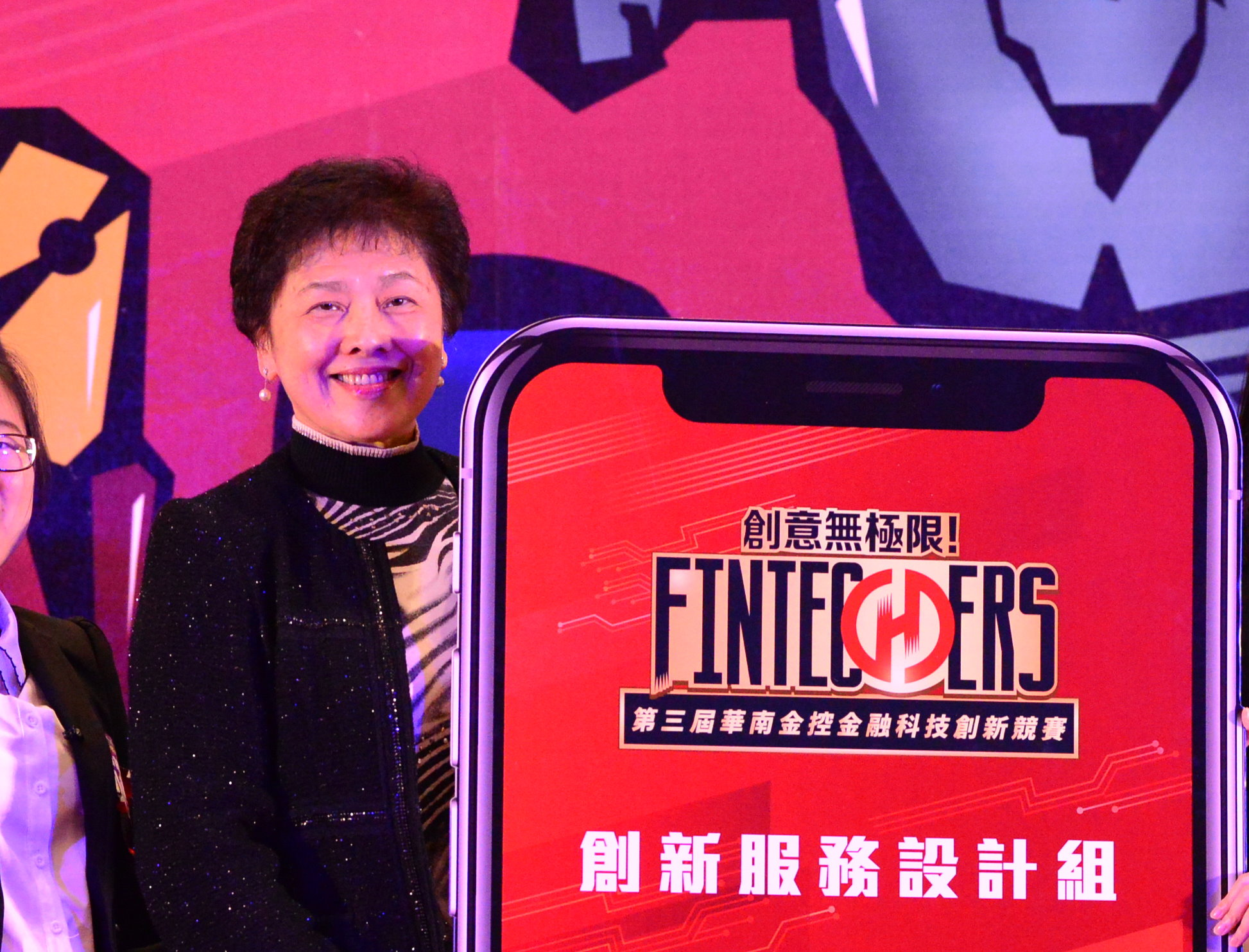
羅寶珠於2019年拍攝之半身照

羅寶珠，台灣金融人員，國立中興大學法商學院財稅系畢（今國立臺北大學）。丁克華同班同學，後成為夫妻。2017年任華南金融控股總經理。1954年出生的羅寶珠，2016年在華南金控當總稽核時，已經62歲即將退休，幸虧董事長吳當傑提報，將她拔擢為總經理，不僅不必離開華南金控，而且讓她在金融圈開展新頁，除了她的能力受到肯定外，她的關係和運氣，也是無人能及的。